# Don Walker (Musiker, 1907)

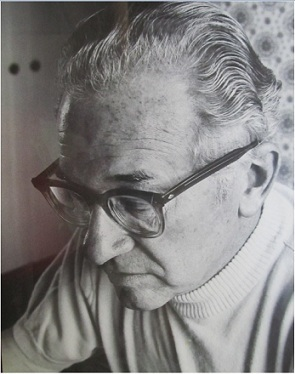
Don Walker

Don Walker (* 28. Oktober 1907 in Lambertville, New Jersey; † 12. September 1989 in New Hope, Pennsylvania) war ein US-amerikanischer Arrangeur, Komponist und Dirigent. Er arbeitete am Broadway und für Film und Fernsehen.

## Leben
Don Walker besuchte die Wharton School der University of Pennsylvania. Wie viele Arrangeure begann seine Karriere 1930 als Gehilfe von Max Dreyfus in den Studios von Chappel Music. In den frühen 1950ern machte er sich in New York City selbstständig.
Als Arrangeur kümmerte er sich um die Orchestrierung zahlreicher namhafter Musicals wie Carousel, Finian's Rainbow, Call Me Madam, The Pajama Game, The Music Man, Anatevka, Shenandoah, Cabaret, Anyone Can Whistle und The Gay Life. Seine Orchestrierung zeichnete sich meist durch einen bestimmten eigentümlichen Klang aus, den er durch die pointierung eines einzelnen Instruments erreichte. So setzte er in Fiddler on the Roof ein Akkordeon in den Mittelpunkt, während in The Gay Life der Einsatz des Zymbals betont wurde.  Bei Anyone Can Whistle verwendete er fünf Cellos und verzichtete vollständig auf Geigen und Violas. Wie andere vielbeschäftigte Arrangeure nutzte er für verschiedene Stücke auch Assistenten, die später selbst zu Ruhm gelangten. Unter anderem lernten Irwin Kostal und Robert Ginzler bei ihm.
Er wurde auch eingesetzt um älteren Musicals eine frischere Inszenierung zu verpassen. So war er Arrangeur der 1943er Version von A Connecticut Yankee (1927) sowie der 1952er Versionen von Pal Joey (1940) und Of Thee I Sing (1931). Dabei erkannte er, dass viele ältere Musicals nicht mehr zeitgemäß arrangiert waren und man neuere Arrangements erneut lizenzieren konnte. So entstand zusammen mit Frank Loesser die Produktionsfirma Music Theatre International, die Zweitrechte für ältere Musicals anmeldete und verwertete.
Für Andrew Lloyd Webbers Musical By Jeeves schrieb er einige Arrangements, außerdem für Frank Loessers The Most Happy Fella, das 1980 als Telecast in der Reihe Great Performances ausgestrahlt wurde. Walker war außerdem an der Sendung Admiral Broadway Revue auf NBC und DuMont beteiligt.
Walker schrieb auch eigene Musik und Texte für Shows am Broadway. 1945 arbeitete er mit Clay Warnick an Memphis Bound, einer Swing-Version der Operette H.M.S. Pinafore von Arthur Sullivan und W. S. Gilbert in der Bill Robinson die Hauptrolle spielte. Zusammen mit Jack Lawrence schrieb er Courtin' Time, Regie führte der Schauspieler Alfred Drake.
1965 schrieb er seine einzige Filmmusik für die Filmkomödie Tausend Clowns zusammen mit Gerry Mulligan. Für diese wurde er bei der Oscarverleihung 1966 für einen Oscar nominiert. Ansonsten stellte er einige Elemente für den Film Ein Hauch von Sinnlichkeit bereit.
In der Fernsehsendung Your Hit Parade war er als Dirigent zu sehen.